# British Computer Society
La British Computer Society (BCS, The Chartered Institute for IT:) és una institució i col·legi professional del Regne Unit, que representa els avanços en la tecnologia de la informació. Es va establir en 1957 a Londres, i és el col·legi professional sobre computació més gran del Regne Unit, abans era conegut com a British Computer Society. Té al voltant de 70.000 membres en uns 100 països, està registrat com una organització no governamental sense ànim de lucre, va ser registrada per decret real britànic en 1984. Els seus objectius són promoure l'estudi i aplicació de tecnologia de les comunicacions i la tecnologia informàtica i per avançar en el coneixement de l'educació en les TIC en benefici dels professionals i el públic en general.
BCS és una entitat membre del Consell d'Enginyeria del Regne Unit i, per tant, és responsable de la regulació de les TIC i els camps de ciències de la computació en el Regne Unit. Les enquestes de conjuntura és també un membre del Consell de la European Professional Informatics Societies (CEPIS).
Les principals oficines administratives estan en Swindon, a l'oest de Londres, encara que té oficines també en el Nord i Centre de Londres, i en altres ciutats britàniques Manchester, Birmingham, Leicester, Newcastle upon Tyne, Belfast, Edimburg, Aberdeen, Glasgow i una trentena d'altres ciutats. A més té seus en altres països més enllà del Regne Unitcom Bèlgica, Suïssa, Grècia, Estats Units, Canadà, Pakistan o les Illes Maurici.

## Història
El precursor de BCS va ser el London Computer Group (LCG), fundada en 1956. BCS es va formar un any després de la fusió de la LCG i una associació no constituïda en la societat científica en un club no constituït en societat. A l'octubre de 1957, la BCS es reconeix amb els seus articles d'associació, com la British Computer Society Ltd sent el primer President de l'associació el Dr. Maurice Wilkes.
En 1966, el BCS es va concedir la condició de beneficència i en 1970, el BCS es va crear l'escut.
El patró BCS és el Duc de Kent. Es va convertir en patró al desembre de 1976 i ha participat activament en les activitats de BCS, en particular, d'haver estat president l'any del Jubileu de Plata en 1982-1983.
En 2007 va engegar BCS Bcsrecruit.com un lloc de treball destinats específicament a professionals de TU.
El 21 de setembre de 2009, la Societat Britànica de Computació va passar per una transformació i canvi la seva marca, a partir de tal es coneix com a BCS - The Chartered Institute for IT.

## Grups d'investigació
Hi consten els següents grups, abastant pràcticament tots els camps de la informàtica i les tecnologies de la informació: